# Zlatko Dalić
Zlatko Dalić (* 26. Oktober 1966 in Livno, SR Bosnien und Herzegowina, SFR Jugoslawien) ist ein ehemaliger kroatischer Fußballspieler und heutiger -trainer. Seit 2017 ist er Trainer der kroatischen Nationalmannschaft.

## Spielerkarriere
In seiner aktiven Zeit spielte Dalić unter anderem für Hajduk Split, FK Velež Mostar und NK Varaždin.

## Trainerkarriere
Nach seiner Spielerkarriere schlug Dalić eine Laufbahn als Trainer ein. Dabei trainierte er zunächst unter anderem HNK Rijeka, KS Dinamo Tirana und NK Slaven Belupo Koprivnica. Anschließend ging er nach Saudi-Arabien und war in verschiedenen Positionen für die Vereine Al-Faisaly und Al-Hilal tätig.
Zwischen März 2014 und Januar 2017 trainierte Dalić den Al Ain Club aus den Vereinigten Arabischen Emiraten. In dieser Zeit gewann der Klub jeweils einmal die Meisterschaft, den Pokal und den Superpokal. 2016 stand das Team im Finale der AFC Champions League, unterlag jedoch dort gegen Jeonbuk Hyundai Motors aus Südkorea.
Im Oktober 2017 wurde Dalić kroatischer Nationaltrainer und führte das Team in das Endspiel der Weltmeisterschaft 2018. Dort wurde man nach einer 2:4-Niederlage hinter Frankreich Vizeweltmeister. Der zweite Platz war das bis dato beste Abschneiden Kroatiens bei Weltmeisterschaften.
Mit 17 Punkten aus acht Spielen qualifizierte sich die Nationalmannschaft für die Europameisterschaft 2021. Damit ist Dalić der erste Trainer Kroatiens seit Slaven Bilić, der eine Qualifikationsrunde ohne Entlassung überstand. Bei der Europameisterschaft erreichte er mit der Mannschaft das Achtelfinale, bei der Weltmeisterschaft 2022 wurde sein Team Dritter.

## Erfolge

### Als Trainer
NK Varaždin
- Kroatischer Pokalfinalist: 2006

Dinamo Tirana
- Albanischer Meister: 2008
- Albanischer Supercupsieger: 2008

al Ain Club
- AFC-Champions-League-Finalist: 2016

Kroatien
- FIFA Series: 2024

- Vizeweltmeister: 2018
- Dritter Platz bei der Weltmeisterschaft 2022
- Zweiter Platz bei der UEFA Nationsleague 2023